# Кевін Бреді (футболіст)
Кевін Бреді (англ. Kevin Brady; нар. 12 лютого 1962, Дублін, Ірландія) — колишній ірландський футболіст.

## Життєпис
Під час навчання в школі виступав за «Стелла-Маріс». Потім захищав кольори «Богеміан» (2 періоди), «Шемрок Роверс», «Деррі Сіті», «Шелбурн» та «Дандолк» у Лізі Ірландії. Окрім цього провів 30 поєдинків у Прем'єршипі за «Ардс».
Переїхав на Міллтауна 1983 року та став одним з ключових гравців команді протягом наступних чотирьох років, зігравши загалом 140 матчів, при цьому відзначився 1 голом. У футболці «Обручів» став 4-разовим переможцем Ліги Ірландії та 3-разовим володарем національного кубку, окрім цього зіграв 6 матчів у єврокубках. Зіграв у 7-ма матчах кваліфікації до Олімпійських ігор за League of Ireland XI.
У липні 1988 року перебрався до «Деррі Сіті», у складі якого в сезоні 1989 року виграв три трофеї.
У 1991 році підписав контракт зі «Шелбурном» й допоміг йому виграти перший чемпіонський титул у своєму першому ж сезоні, а наступного сезону виграв з командою кубок Ірландії, після перемоги у фіналі над «Дандолком» на Ленсдаун Роуд. Після цього грав за «Ардс», а влітку 1995 року перейшов до «Богеміан».
У липні 1997 року повернувся до «Деррі Сіті», за який виступав у кваліфікації Ліги чемпіонів, а декілька місяців по тому перебрався до «Дандолка».

## Досягнення
«Шемрок Роверс»
- Ліга Ірландії
  -  Чемпіон (4): 1983/84, 1984/85, 1985/86, 1986/87

- Кубок Ірландії
  -  Володар (3): 1985, 1986, 1987

- Кубок Президента ЛФА
  -  Володар (2): 1984/85, 1987/88

«Деррі Сіті»
- Ліга Ірландії
  -  Чемпіон (1): 1988/89

- Кубок Ірландії
  -  Володар (1): 1989

- Кубок ірландської ліги
  -  Володар (1): 1988/89

«Шелбурн»
- Ліга Ірландії
  -  Чемпіон (1): 1991/92

- Кубок Ірландії
  -  Володар (1): 1993